# Piroclor
Piroclorul  este un mineral oxidic bogat în niobiu aparținând supergrupului de minerale piroclor cu formula chimică (Na,Ca)2Nb2O6(OH,F). Formula generală A2B2O7 (A și B sunt ioni metalici) este specifică pentru familia de compuși isostructurali ce formează supergrupul de minerale piroclor. Piroclorii sunt importanți din punct de vedere al tehnologic diverse având diverse aplicații: luminiscență, conductivitate ionică și electrică, imobilizarea deșeuri radioactive, bariere termice pentru aplicații la temperatură înaltă, filtrarea gazelor de evacuare ale automobilelor, catalizatori etc.

## Răspândire
Mineralul este asociat cu etapele metasomatice finale ale intruziunilor magmatice. Cristalele de piroclor sunt deobicei distincte, octaedrice, de culoare gălbui–maronie și luciu rășinos. Este adesea metamict, din cauza radiațiilor emise de către elementele radioactive naturale conținute. 
Piroclorul  apare în pegmatite asociat cu diverse roci alcaline sau în pegmatite granitice și carbonați. Minerale asociate includ zircon, egirin, apatit, perovskit și columbit.

## Descoperire și denumire
A fost descris pentru prima dată în 1826 în roci cu proveniența Stavern (Fredriksvärn), Larvik, Vestfold, Norvegia. Numele vine din cuvintele grecești πῦρ (foc) și χλωρός (verde) datorită colorației verzi induse flăcării unui arzator clasic de analiză.

## Structură cristalină
În structura piroclorică A2B2O7, cationul A (bi- sau trivalent) are coordinarea 8 și este localizat într-un poliedru cubic; cationul B (penta-, respectiv tetravalent) are coordinarea 6 și este localizat într-un octaedru deformat. Oxigenul 48f este coordinat de doi cationi A și doi cationi de B, în timp ce oxigenul 8b se află într-o coordinare tetraedrică cu ionii A. Spațiul interstițial 8a neocupat este înconjurat de patru ioni B.

## Mineritul niobiului
Cele mai mari trei producători minereu de niobiu  exploatează depozite de piroclor (două în brazilia, al treilea în Quebec. Minereul de piroclor conține de obicei mai mult de 0,05%, uraniu și thoriu, ceea ce presupune necesitatea luării unor măsuri adecvate în timpul procesului de minerit.

## Vezi si
- Listă de minerale